# Happy Ending (canção)
"Happy Ending" é o terceiro single do cantor Mika. Retirado de seu álbum de estréia, Life in Cartoon Motion, o produtor Greg Wells remixou e produziu os arranjos para o single. No álbum Life in Cartoon Motion, 50 segundos após o fim da música, uma faixa escondida, "Over My Shoulder" começa. É uma música solene sobre ser deixado sozinho, frio e bêbado. Isso também acontece no single do CD "Grace Kelly ".

## Lançamento
Lançado online no dia 8 de outubro de 2007, e nas lojas em CD e vinil em 15 de outubro de 2007. 

## Tema
Mika descreveu a história por trás da canção em uma entrevista ao jornal Sun newspapers, em 2 de fevereiro de 2007 que ela trata-se dos sem-teto que ele viu por Los Angeles e ainda a comparou a música My Interpretation do mesmo álbum classificando-a como triste.

## Clipe
O vídeo foi dirigido por AlexandLiane. O clipe da música começa com um piano tocando sozinho, então a câmera mostra Mika na cama. Ele está cantando e tem um balão-de-rosa anexado em seu braço e enquanto ele está flutuando até o céu com um terno rosa vários bonecos e desenhos em seu quarto criam vida. Mika passa por balões brancos, que mostram todas as vezes que sentiu emoções diferentes. O clipe termina com o despertador de Mika tocando. Até hoje Happy Ending é um dos vídeos mais vistos de Mika na internet.

## Crítica
A canção recebeu muitos elogios da crítica. PopMatters descreveu que a canção é como cantar a luz de velas. musicOMH escreveu um artigo extenso onde nele havia comparações da voz de Mika com a do também renomado cantor Michael Jackson, About.com descreveu que a música é maravilhosa e BBC Music escreveu que a mesma é encantadora.

## Lista de músicas
UK CD Single
1. "Happy Ending" (LA Edit) – 3:32
2. "Grace Kelly" (Acoustic) – 3:04
3. "Happy Ending" (The Kleerup Mix) – 4:16

Limited Edition 7" Vinyl
1. "Happy Ending" (LA Edit) – 3:32
2. "Love Today" (Acoustic) – 2:57

UK 12" Single
1. "Happy Ending" (Quentin Harris Remix) – 8:32
2. "Happy Ending" (Quentin Harris Instrumental) – 8:14
3. "Happy Ending" (The Time Of The Night Remix) – 5:40
4. "Happy Ending" (Trail Mix) – 4:20

## Posição nas paradas musicais
| Paradas (2007)                                 | Melhor Posição |
| ---------------------------------------------- | -------------- |
| Austrália (ARIA)                               | 7              |
| Áustria (Ö3 Austria Top 75)                    | 29             |
| Bélgica (Ultratop 50 de Flandres)              | 11             |
| Bélgica (Ultratop 50 da Valônia)               | 26             |
| República Checa (Rádio Top 100)                | 70             |
| Europa (Billboard European Hot 100 Singles)    | 25             |
| O campo songid é OBRIGATÓRIO PARA PARADA ALEMÃ | 28             |
| Hungria (Single Top 40)                        | 6              |
| Irlanda (IRMA)                                 | 29             |
| Itália (FIMI)                                  | 12             |
| Países Baixos (Dutch Top 40)                   | 10             |
| Eslováquia (Rádio Top 100)                     | 1              |
| Suíça (Schweizer Hitparade)                    | 10             |
| Reino Unido (UK Singles Chart)                 | 7              |